# Maria Mechelen
Maria Mechelen (* 25. Februar 1903 in Neuwied; † 30. April 1991 ebenda) war eine deutsche Benediktineroblatin der Abtei Maria Laach, Sozialarbeiterin und Kommunalpolitikerin.

## Leben
Maria Mechelen wuchs mit drei Geschwistern in einem religiös geprägten Elternhaus auf. Ihr Vater war Rechtsanwalt und verstarb schon 1923. Danach sorgte ihre Mutter allein dafür, dass ihre Kinder trotz der Inflation ihr Studium beenden konnten.
Maria Mechelen besuchte die „Soziale Frauenschule Aachen“, die sie 1926 mit bestandenem Examen als Jugendfürsorgerin beendete. Nach einem Jahrespraktikum beim „Katholischen Fürsorgeverein“ in Düsseldorf wurde sie vom damaligen Dechanten Albert Fuchs nach Neuwied berufen. Der Caritasverband in Neuwied bestand damals aus dem Agnesverein, der Marianischen Jungfrauenkongregation und dem Katholischen Fürsorgeverein und hatte die selbst gestellte Aufgabe, Notleidenden und Bedürftigen in Neuwied zu helfen. Dechant Fuchs hatte ihn am 19. November 1919 gegründet und gab die Leitung zum 1. Dezember 1927 an Maria Mechelen ab, da er selbst ins Domkapitel des Bistums Trier berufen worden war. Neben der Hilfe für Arbeitslose, Behinderte und Waisen engagierte sie sich besonders im Bereich der Gesundheitsvorsorge für Jugendliche. Die Gründung von Tageserholungsheimen in Heimbach-Weis, Linz am Rhein und Rheinbrohl war Ausdruck dieses Bemühens.
In den 1930er Jahren wurde die caritativ-soziale Arbeit in der Zeit des Nationalsozialismus untersagt. Maria Mechelen arbeitete trotzdem weiter, auch nach einer Anzeige 1935 wegen „widerrechtlicher Durchführung von Kindererholungen“. Nach dem Ende des Zweiten Weltkriegs erweiterte sich das Aufgabenspektrum für die Caritas um die Gefangenen- und Flüchtlingshilfe. Daraus entwickelte sich die Gründung der Bahnhofsmission am Bahnhof Neuwied. Ab 1947 betreute die Caritas im Gefängnis von Neuwied inhaftierte Frauen. Die Senioren- und Kinderbetreuung entwickelten sich während der Zeit, in der sie die Caritas leitete, zu weiteren Arbeitsschwerpunkten.
Die heutige Familienbildungsstätte in Neuwied wurde unter dem Namen „Katholische Mütterschule“ am 21. Juli 1964 auf ihre Initiative gegründet. Bis 1977 war sie auch deren Geschäftsführerin. Dies war nur eine der ehrenamtlichen Aufgaben, die sie auch nach ihrer Pensionierung 1972 weiter ausführte.
In der Zeit zwischen 1959 und 1964 war sie Stadtverordnete in Neuwied und von 1964 bis 1969 Kreistagsabgeordnete im Landkreis Neuwied. Auch dort setzte sie sich besonders für soziale und kulturelle Belange ein. Für ihr Wirken erhielt sie viele Auszeichnungen und Ehrungen.
Sie war 53 Jahre lang Benediktineroblatin und verstarb am 30. April 1991 in ihrer Geburts- und Heimatgemeinde Neuwied.

## Ehrungen
- Goldenes Ehrenzeichen vom Deutschen Caritasverband
- Päpstlicher Orden Pro Ecclesia et Pontifice für Verdienste um Anliegen der Kirche und des Papstes
- 1968: Bundesverdienstkreuz am Bande[3]
- Staatsmedaille des Landes Rheinland-Pfalz für besondere soziale Verdienste